# Thomas Edward Manley Chew
Thomas Edward Manley Chew (Rugby, Ontario, 1874. augusztus 11. – Preston Springs, 1928. december 17.) fakereskedő és politikus a kanadai Ontarióban. 1908 és 1911, valamint 1921 és 1925 között liberálisként képviselte Simcoe Eastet a kanadai alsóházban.
Az ontariói Rugbyben született George Chew és Sophia Lawrence fiaként. Midlandben és Torontóban tanult. Midlandben élt. 1900-ban feleségül vette Effie Mae Ann Williamst.
1911-ben, 1917-ben és 1925-ben sikertelenül indult újra a választásokon.

## Fordítás
Ez a szócikk részben vagy egészben  a   Thomas Edward Manley Chew című angol Wikipédia-szócikk ezen változatának fordításán alapul.  Az eredeti cikk szerkesztőit annak laptörténete sorolja fel. Ez a jelzés csupán a megfogalmazás eredetét és a szerzői jogokat jelzi, nem szolgál a cikkben szereplő információk forrásmegjelöléseként.